# ТЕЦ Свеце
53°23′37″ пн. ш. 18°22′28″ сх. д. / 53.39361° пн. ш. 18.37444° сх. д.
ТЕЦ Свеце — теплоелектроцентраль на півночі Польщі, за три з половиною десятки кілометрів на північний схід від Бидгощі.
Зведений в Свеце у 1960-х роках целюлозно-паперовий комбінат (наразі належить нідерландській компанії Framondi) має для забезпечення своїх потреб власну ТЕЦ. Станом на середину 2010-х у ній працювало два встановлені у 1974-му та 1980-му пиловугільні котли ОР-140 виробництва рацибузької компанії Rafako зі станційними номерами К-4 та К-5, здатні продукувати по 140 тонн пари на годину. Ще один такий же з номером К-1 компанія Metso в 2009-му модернізувала під технологію бульбашкового киплячого шару, після чого він став відповідати типу BFB-100 та був переведений на спалювання біомаси. На додаток до цього, в 2004-му компанія Austrian Energy & Environment постачила котел з циркулюючим киплячим шаром CFB-234 (номер К-6), розрахований на спалювання біомаси та вугілля (на першій він здатен видавати 180 тонн пари на годину, а повна потужність — 234 тони пари — досягається на вугіллі). Нарешті, з 1991-го діяв содорегенераційний котел KS-3 компанії Alstom, здатний продукувати 288 тонн пари на годину.
Ці котли живили чотири турбіни:
- запущену в 1976-му № 3 потужністю 9 МВт виробництва угорської Lang;
- введену в 1978-му № 4 з показником 32 МВт, постачену югославською Jugoturbina;
- змонтовану в 1992-му № 2 потужністю 48 МВт виробництва чеської PBS Brno (Siemens);
- запущену в 2007-му № 1 з показником 33 МВт, котра надійшла від концерну Alstom.

В такій конфігурації ТЕЦ мала електричну та теплову потужність на рівні 123 МВт та 430 МВт відповідно.
У 2016-му стали до ладу новий содорегенераційний котел № 4 та парова турбіна Doosan Skoda потужністю 77 МВт (що дозволило довести загальний показник станції до 202 МВт). Крім того, велись роботи по заміні двох вугільних котлів одним розрахованим на спалювання біомаси котлом з бульбашковим киплячим шаром австрійської компанії Andritz (номер К-7), здатним продукувати 280 тонн пари на годину.